# ロバート・ホフマン (1970年生の俳優)
ロバート・ホフマン（Robert Hoffman, 1970年4月8日 - ）は、アメリカ合衆国出身の俳優である。

## 人物
アメリカ合衆国カリフォルニア州サンタクララ大学在学中に上智大学に1年間留学経験がある。その際に日本映画『シコふんじゃった。』のオーディションを受けて合格。その後、日本において俳優活動を始める。

## 出演作品

### 映画
- シコふんじゃった。（1992年、東宝） - ジョージ・スマイリー 役。本作の縁で、同じ周防正行監督の映画『Shall we ダンス?』にカメオ出演している（ノンクレジット）[1]。

### テレビ

#### ドラマ
- カミング・ホーム（1994年、TBSテレビ） - ボラーニ・ボラージュ 役
- 湯けむり女子大生騒動（1994年、テレビ朝日） - ジョセフ 役
- ひと夏のプロポーズ（1996年、TBS）
- 名古屋嫁入り物語・第10弾「さよなら大放送・名古屋嫁入り物語10」（1998年、東海テレビ放送）
- 百年の物語（2000年、TBS）
- ぼくが地球を救う（2002年、TBS） - デトロイト 役

#### バラエティなど
- ジンガイ記者くらぶ（1995年、フジテレビ）

## 脚註
1. ↑  『Shall we ダンス?』パンフレットによる。